# Saumoduc de Salins-les-Bains à Arc-et-Senans
Le saumoduc de Salins-les-Bains à Arc-et-Senans est un ancien saumoduc situé en Franche-Comté, en France, construit à la fin du XVIIIe siècle pour acheminer sur 21 kilomètres la saumure extraite à la saline de Salins-les-Bains, dans le Jura, vers la saline royale d'Arc-et-Senans, dans le Doubs, nouvellement construite mais ne possédant pas de sources salées.
Les deux salines figurent (1982 et 2009) sur la liste du patrimoine de l'humanité établi par l'UNESCO, et les vestiges maçonnés du saumoduc sont inscrits aux monuments historiques.

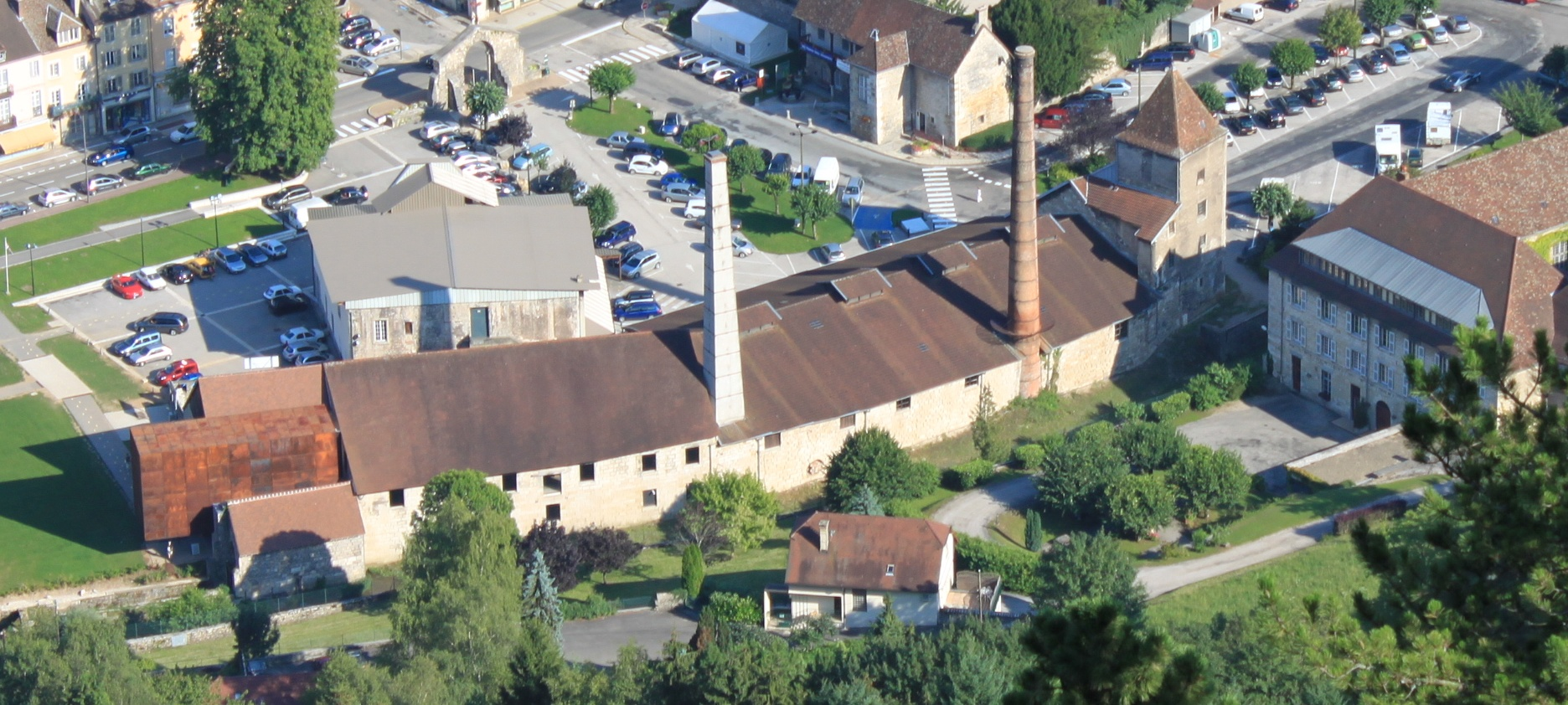
Salines de Salins-les-Bains, au départ du saumoduc.
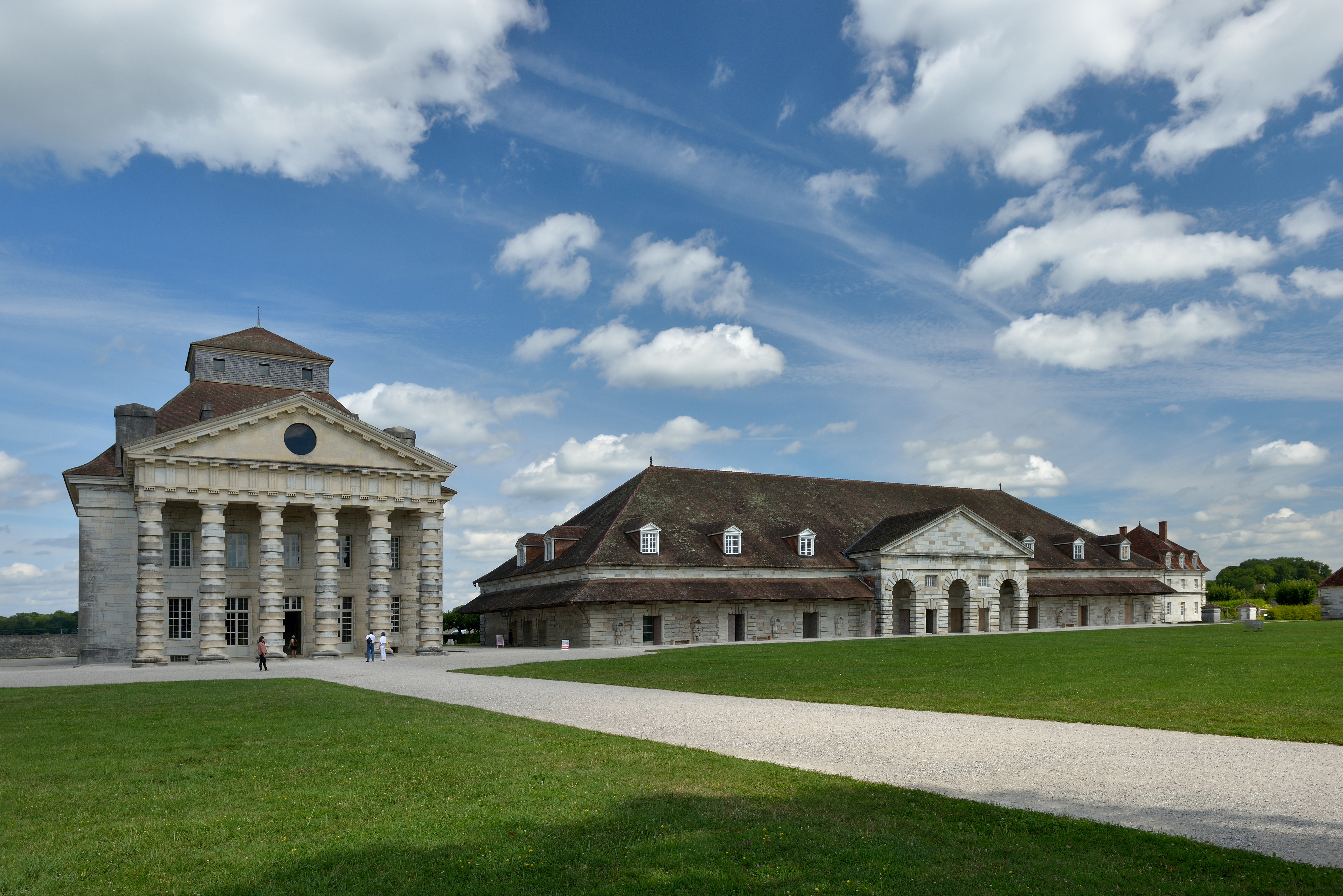
Saline royale d'Arc-et-Senans, à l'arrivée du saumoduc.

## Tracé
Le saumoduc partait du centre-ville de Salins-les-Bains et suivait les cours de la Furieuse et de la Loue.
Avant de rejoindre Arc-et-Senans, il passait notamment par les communes de Rennes-sur-Loue et Port-Lesney.

## Histoire
Afin de pallier le manque de bois autour de la saline de Salins-les-Bains, la saline royale d'Arc-et-Senans (saline de Chaux) est construite entre 1775 et 1779 à proximité de la forêt de Chaux, deuxième plus grande forêt de feuillus de France. Néanmoins, cette nouvelle saline ne possède pas de source salée, et il est donc décidé de construire un saumoduc selon les plans du géomètre Denis François Dez, afin d'y conduire la saumure (eau salée) depuis Salins-les-Bains. On considère en effet, comme l'écrit Claude-Nicolas Ledoux, architecte de la saline d'Arc-et-Senans, qu'il est « plus facile de faire voyager l'eau salée que de voiturer une forêt en détail »,. Un bâtiment de graduation, long de 500 mètres, sera construit près de la rivière pour concentrer la saumure et donc économiser le bois de chauffage. À sa sortie, la saumure était stockée dans un réservoir de 900 m3.

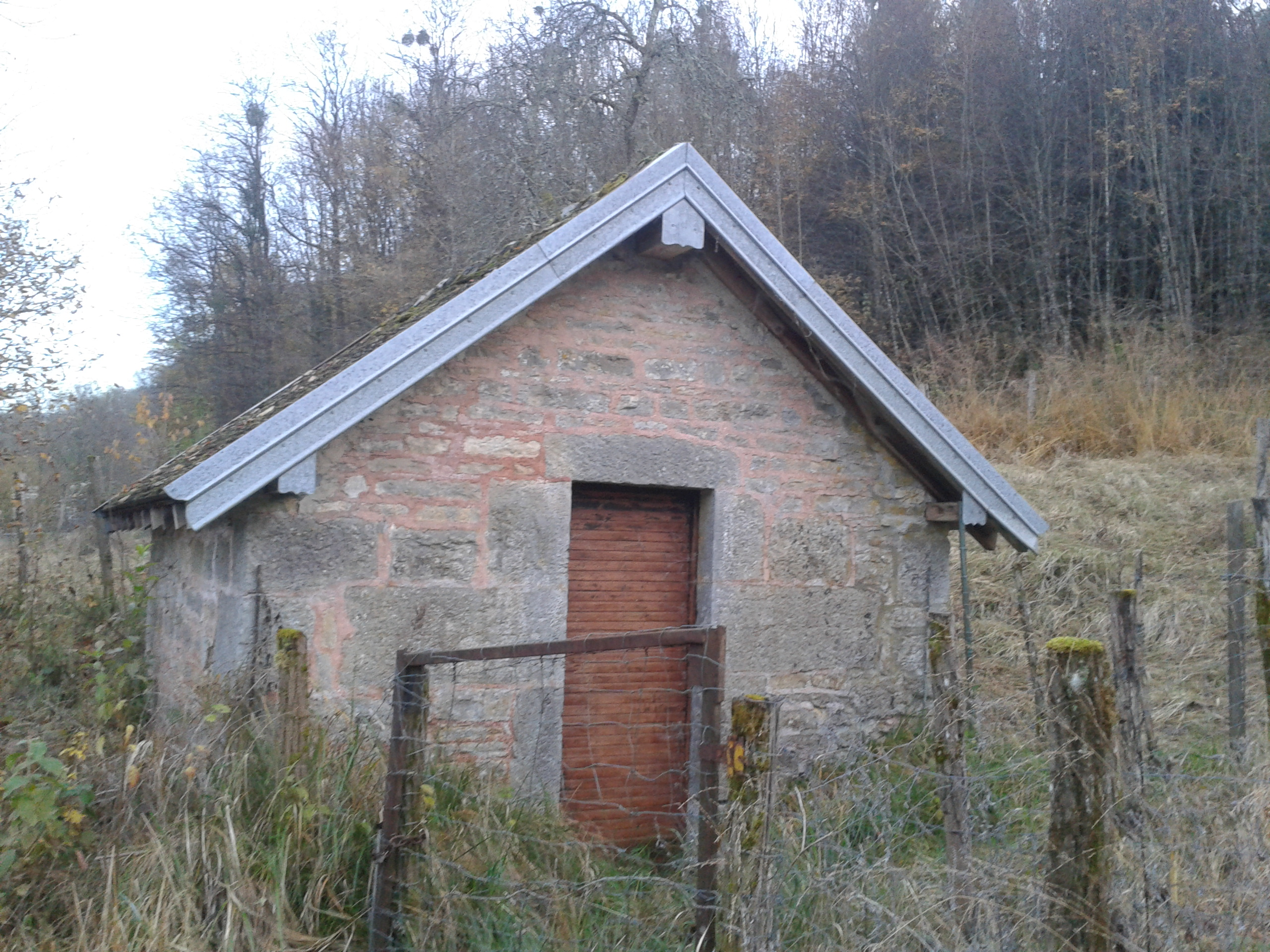
Guérite accueillant la cuvette de Perrichon.

Les vestiges maçonnés du saumoduc ont été inscrits aux monuments historiques le 29 décembre 2009. Ces vestiges sont :
- la cuvette de Monplaisir, à Salins-les-Bains[5] : une petite pièce voûtée avec, sur le côté droit, deux bouches d'arrivée, et sur le côté gauche, deux bouches de départ ;
- la cuvette de Perrichon, à Port-Lesney (47° 00′ 17,8″ N, 5° 48′ 46,1″ E), dans un petit bâtiment couvert de tuiles qui ne présente plus d'éléments techniques apparents ;
- le passage sous la route de Lyon, à Rennes-sur-Loue : il présente une partie d'origine à voûte plate et une partie dont la voûte a été refaite plus bombée.

Les vestiges du bâtiment de graduation sont également protégés depuis 1991.
Les conduites en fonte ont été déposées durant la Première Guerre mondiale afin de fournir du métal aux fabriques d'obus. Le bâtiment de graduation a été déconstruit.
Une attraction touristique, le sentier des gabelous, a été aménagée en 2013 sur le tracé de l'ancien saumoduc par les communautés de communes concernées (pays de Salins-les-Bains, canton de Quingey et Val d'Amour) avec l'expertise du réseau des musées des techniques et cultures comtoises (MTCC) ; le chemin est ponctué de 15 panneaux d'informations, munis de QR codes,.

## Caractéristiques

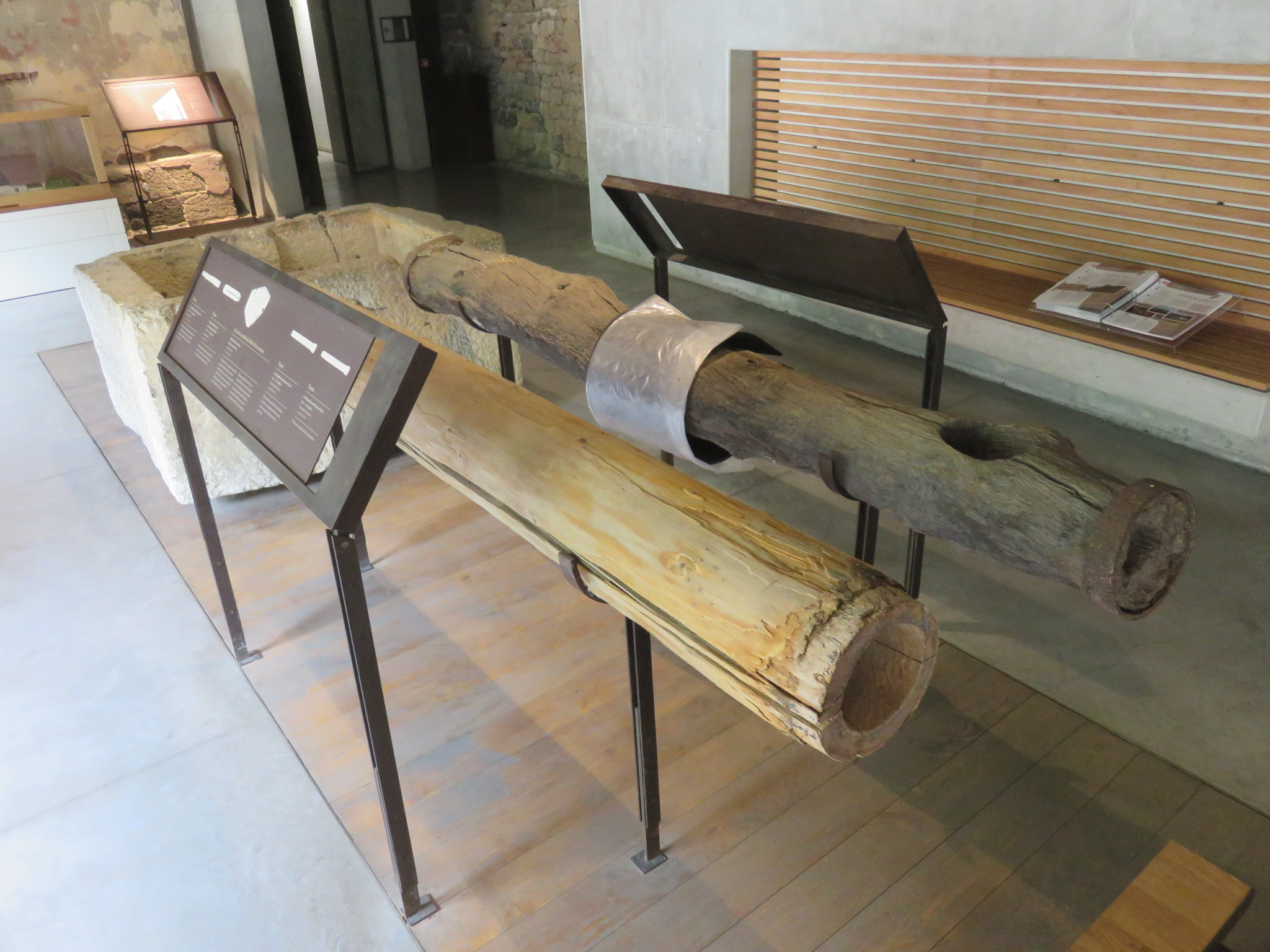
Exemple de conduite de saumure à Salins-les-Bains. Le saumoduc est fait d'éléments cylindriques en troncs de sapin dont le centre est évidé.

Le saumoduc, comportant deux conduites, était enterré pour éviter que la saumure ne gèle et qu'elle ne soit dérobée par les contrebandiers (faux sauniers). À l'origine, les conduites étaient fabriquées à partir de troncs de sapins creusés  et taillés aux extrémités en forme de crayons pour s'emboîter. Une conduite acheminait la saumure de la « grande saline », et l'autre celle de la « petite saline ».
Du fait de la forte déperdition sur le parcours, les canalisations en sapin furent remplacées par des canalisations en fonte à partir de 1788. La canalisation, longue d'environ 21 kilomètres entre la petite Saline et le bâtiment de graduation de la Saline de Chaux, amenait la saumure 104 mètres, ou 109 mètres plus bas. 135 000 litres de saumure étaient envoyés quotidiennement depuis Salins.
Afin de le sécuriser plus fortement, six « maisons de contrôle » (à pont d'Oroz, Montplaisir, Saint Benoit, La Chapelle, Perrichon et Champagne) furent construits le long du tracé du saumoduc, formant ainsi le « chemin des gabelous ». Le débit et la teneur en sel de la saumure étaient mesurés à chaque poste, et les résultats étaient relevés chaque samedi et portés à la saline. Les gabelous étaient des douaniers responsables du commerce du sel, et donc de la perception de la gabelle. Ils devaient faire face à des « faux-sauniers », qui perçaient les canalisations afin de récupérer une partie du liquide chargé de sel.